# NGC 2904
NGC 2904 é uma galáxia elíptica (E/SB0) localizada na direcção da constelação de Antlia. Possui uma declinação de -30° 23' 06" e uma ascensão recta de 9 horas, 30 minutos e 16,9 segundos.
A galáxia NGC 2904 foi descoberta em 11 de Abril de 1834 por John Herschel.